# Cantonul Maripasoula
Cantonul Maripasoula este un canton din arondismentul Saint-Laurent-du-Maroni, Guyana Franceză, Franța.

## Comune
- Apatou
- Grand-Santi
- Maripasoula (reședință)
- Papaichton
- Saül